# Silene pogonocalyx
Silene pogonocalyx är en nejlikväxtart som först beskrevs av Eric R.Svensson Sventenius, och fick sitt nu gällande namn av David Bramwell. Silene pogonocalyx ingår i släktet glimmar, och familjen nejlikväxter. Inga underarter finns listade i Catalogue of Life.